# ساتوشی سایدا
 ساتوشی سعیده (انگلیسی: Satoshi Saida؛ زاده ۲۶ مارس ۱۹۷۲) یک تنیس‌باز اهل ژاپن است. 